# 吉姆·墨蘭
安德魯·詹姆士·莫蘭（英語：Andrew James Molan；Jim Molan，1950年4月11日—2023年1月16日），曾任澳洲陸軍將軍，榮獲澳大利亞勳章，目前是澳洲政治家。自2017年12月起代表澳洲自由黨擔任新南威爾斯州參議員。

## 生平
在軍旅生涯中，曾任澳大利亚皇家軍團第六營指揮官，澳大利亚陆军第一旅指揮官，澳大利亚陆军第一师及其可部署聯合作戰總部指揮官，澳大利亞國防大學指揮官。在2004年四月，被派遣前往伊拉克擔任伊拉克戰爭多國部隊新總部的首席指揮官。吉姆·莫蘭已經獲得傑出服役十字勳章，也獲得美國政府的功績勳章。2008年他從陸軍退休後，隔年出版了他的第一本書《參與伊拉克戰爭》（英語：Running the War in Iraq）。

## 榮譽獎章
|                  | 澳大利亞勳章軍官                        | (2000)                                |
| 澳大利亞勳章成員 | (1992)                                  |                                       |
|                  | 澳洲優異服務勳章                        | (2006榮獲)                            |
|                  | 澳洲主動服務勳章                        | 加上"東帝汶"跟"伊拉克 2003"勳扣飾板   |
|                  | 伊拉克勳章(澳洲)                        |                                       |
|                  | 澳洲服務勳章 1945-1975                  | 加上"巴布亞紐幾內亞"勳扣飾板          |
|                  | 國防部服務勳章                          | 第五個勳扣飾板是大英國協之星          |
|                  | 澳洲衛國勳章                            |                                       |
|                  | 巴布亞紐幾內亞獨立勳章 (巴布亞紐幾內亞) |                                       |
|                  | Yudha Dharma 三等星勳章 印尼            | (Bintang Yudha Dharma Nararya) (1995) |
|                  | 功績勳章 (美國)                         | 軍官 (2004)                           |

## 出版作品
吉姆·墨蘭藉由出版、接受採訪、發表演說等作品闡明對相關時事的專業見解，以下列出吉姆·莫蘭的部分出版作品。

### 書籍
- 吉姆·墨蘭. . 澳洲國防大學（英语：Australian Defence College）國防指揮、領導與管理研究中心. 2005.
- 吉姆·墨蘭. . 哈潑柯林斯出版社. 20082008. ISBN 978-0-7322-8781-8.

## 南海爭議
參議員吉姆·莫蘭在接受採訪針對南海爭議意見時表示中國對南海的控制程度，已經讓澳洲失去先機。他認為美國與澳洲等國家在南海執行航行自由，也無法對已經在南海島礁上的中國長程轟炸機與反艦飛彈等軍事設施有任何影響。他認為: 美國與澳洲等國家以為中國與北韓等國家會遵循國際法律是天真的想法，美國為首的西方國家應該以此為戒，在之後的戰略與行動中更加果決與迅速，以繼續確保澳洲的經濟與貿易繁榮。

## 外部連結
- 吉姆·莫蘭作者傳記 （页面存档备份，存于） 哈潑柯林斯出版社網站